# Благоговіння
Благоговіння — «книжн. Найбільша, найщиріша повага, шана; безмежна любов; побожність». Благоговіти — дієслово від іменника благоговіння — «недок., книжн. Відчувати благоговіння, побожно схилятися перед ким-, чим-небудь». Благоговійний — прикметник від іменника благоговіння — «книжн. Сповнений найщирішої поваги, шани; безмежно відданий; побожний».
|                           | «У часи Іллі Федоровича Тимковського вихованці гімназії відзначались на екзаменах у всіх університетах. Між нами жила, ми й самі не знали чому, якась благоговійна повага до науки і до тих небагатьох учителів і навіть товаришів, які ревно нею займалися». |
| — згадував К.Д.Ушинський. | |

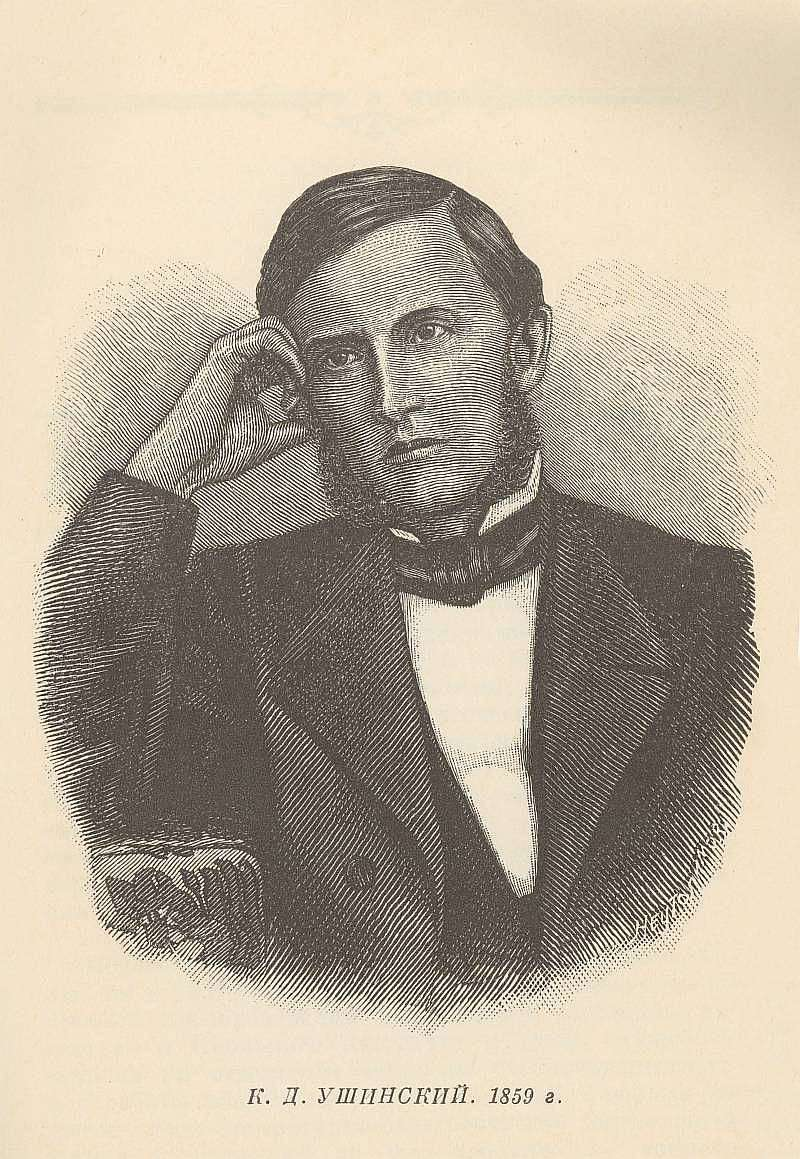
«У часи Іллі Федоровича Тимковського вихованці гімназії відзначались на екзаменах у всіх університетах. Між нами жила, ми й самі не знали чому, якась благоговійна повага до науки і до тих небагатьох учителів і навіть товаришів, які ревно нею займалися».

Це почуття найглибшої й найщирішої пошани й любові. Термін найчастіше вживається в релігійному контексті, позначаючи особливе відношення до сакрального, на відміну від профанного, але може також мати патріотичне (захоплення національними героями, трепетне відношення до державної символіки), естетичне (захоплення творами мистецтва), ідеологічне забарвлення тощо.
Слово «благоговіння» в наш час часто вживається у зв'язку з релігією. Це тому, що релігія часто стимулює емоції через визнання бога, надприродного та невимовного. Благоговіння включає упокорення себе в шанобливому визнанні чогось, що сприймається більшим за себе. Таким чином, релігія зазвичай є місцем, де відчувається благоговіння.
Однак благоговіння є власною емоцією, і її можна відчути поза сферою релігії. Тоді як благоговіння можна охарактеризувати як переважну «чутливість до величі», благоговіння розглядається більше як «визнання суб'єктивної реакції на щось чудове в особистому (моральному чи духовному) відношенні, але якісно вище самого». Природа, наука, література, філософія, великі філософи, лідери, митці, мистецтво, музика, мудрість і краса можуть виступати стимулом і центром благоговіння.
|  | «Писати про Василя Стефаника важко. Особливо не просто. Укладаючи текст про ВЕЛИКОГО ПОКУТЯНИНА, переживаєш благоговійну повагу заразом зі щемом і біллю. Можливо не так оголено-емоційно, як писав і звучав він сам». |

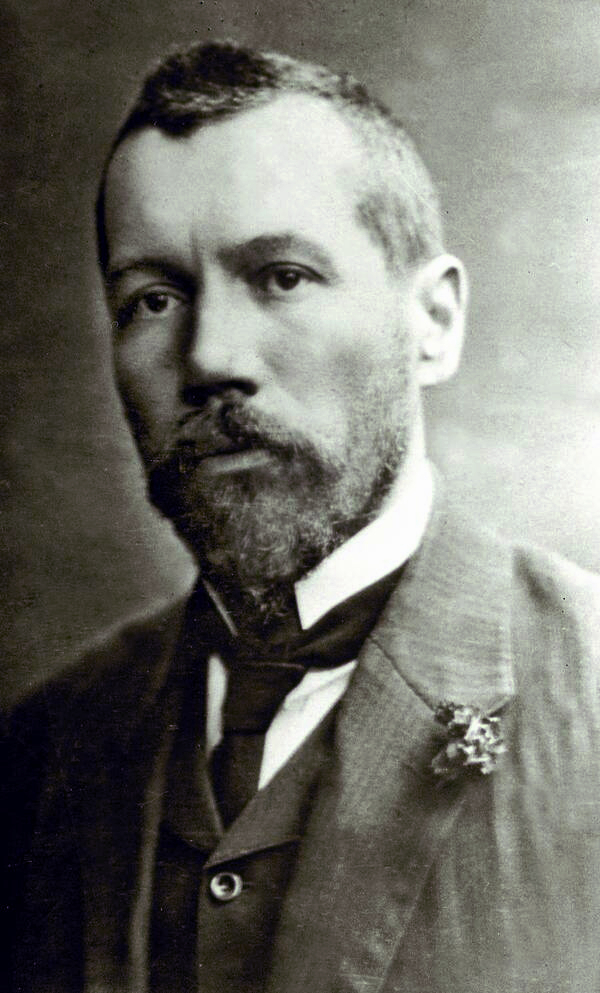
«Писати про Василя Стефаника важко. Особливо не просто. Укладаючи текст про ВЕЛИКОГО ПОКУТЯНИНА, переживаєш благоговійну повагу заразом зі щемом і біллю. Можливо не так оголено-емоційно, як писав і звучав він сам».

Благоговійна повага є мимовільною емоційною реакцією на щось, що є «чудовим», але ми не можемо мати моральний обов'язок відчувати емоцію, благоговійна повага не може бути такою, якою ми зобов'язані всім людям.

## Етимологія слова
Слово складається із старослов'янських слів «благо» — «добро» та «говѣти» — «шанувати». Церковнослов'янське слово «Благоговѣніє» є аналогом давньогрецького терміна ευλαβεομαι, що двічі зустрічається в грецькому тексті Нового Завіту (Дії 23:10, Євр 11:7), а також 38 разів у Септуаґінті.

## Пол Вудраф та його розуміння благоговіння
Пол Вудраф у своїй книзі «Благоговіння: відновлення забутої чесноти» (Reverence: Renewing a Forgotten Virtue), визначає благоговіння як «високорозвинена здатність відчувати зачудування, пошану й сором». У цій же роботі він пише, що сучасне суспільство втрачає відчуття правдивого благоговіння, котре заміняється сухістю й надмірним раціоналізмом. Згідно з Вудрафом, благоговіння не є виключно релігійним поняттям, а є важливим елементом життя людини, зокрема й політики. Воно активується не через такі декларативні висловлювання, як наприклад Кредо, а через музику, захоплення героїчними подвигами чи пережитті смерті іншої людини.

## Альберт Швейцер
Альберт Швейцер, лауреат Нобелівської премії миру та володар чотирьох докторських ступенів, роками шукав основи нового світогляду. Мислитель проголошує вчення центральною ідеєю якого є благоговіння перед життям. Це спонукає усіх людей виявляти інтерес до кожної людини, її долі і віддавати всю людську теплоту тим, хто її потребує. Альберт дійшов висновку, що діяльна допомога чесніша, ніж словесне втішання, а у мислячій людині воля до життя приходить до згоди з собою: коли людина думає про себе і своє місце у світі, то вона стверджує себе як волю до життя серед таких самих воль до життя.